# Catoblepia adjecta
Catoblepia adjecta är en fjärilsart som beskrevs av Hans Ferdinand Emil Julius Stichel 1907. Catoblepia adjecta ingår i släktet Catoblepia och familjen praktfjärilar. Inga underarter finns listade i Catalogue of Life.